# 红足真蝽
紅足真蝽（學名：Pentatoma rufipes）是真蝽屬的一種昆蟲，常見於世界各地的森林之中。在農業上紅足真蝽被當作一種害蟲，其主要食物來源是橡樹的樹液，對小葉楊、柳樹、榆樹等其他喬木也有危害。

## 描述
紅足真蝽通體黑褐色，有泛紅的橘黃色斑點，腿部也呈現明亮的橘紅色。盾形的背部扁平，盾片的頂部有黃色或者更淡顏色的斑點。整體長度約11—14（0.43—0.55英寸）。
紅足真蝽的世代時間為一年，以幼年體過冬，此時便主要寄宿在橡木中，次年七月之後便會孵化變成成蟲，有時在早春時節就已經出現。成蟲具有掠食性，會以其他的毛蟲及昆蟲為食，但也會食用植物的果實。

## 外部連結
- . British Bugs.   [2014-11-07]. （原始内容存档于2011-11-02）.